# 陳悅記祖宅
25°04′32″N 121°30′43″E / 25.075563°N 121.5119279°E
陳悅記祖宅，俗稱老師府，位於台灣台北市大龍峒附近，現為當地的陳氏家族祠廟。該祠廟始建於19世紀初，本為兩座閩式四合院結合成的民宅，建造人為陳遜言。而「陳悅記」並非人名，而是陳家家譜的公業統號。
陳悅記祖宅因為年代久遠且宅外前埕有其舉人旗竿，2018年8月22日被中華民國文化部指定為國定古蹟。

## 沿革
1807年，居大龍峒四十四坎的陳遜言建於大龍峒附近淡水河河岸邊的四合院落成。陳遜言本籍中國福建泉州同安，因此四合院採福建盛行的閩南建築。該閩南語俗稱「伸手」的護龍式四合院，採閩式建築方式。該擁有飛簷屋頂的四合院大門門面寬約5m，連兩側廂房則正面達10m，縱深則20m。
此宅與一般四合院大宅相同，大門門面進入為公媽廳，其餘廂房為分配數個家族所共居。1832年，因為陳氏家族人丁衍生，該宅再於右側擴建相同樣式大小的一座四合院。其新興建部分除了門面進入的公館廳之外，仍於旁建造供族人居住的廂房。至此，兩拼四合院組成的該祖宅，成為陳遜言一族的民宅。又因其陳遜言家譜所記載的公業統號為「陳悅記」，因此一般人都稱此宅為「陳悅記祖宅」。

### 陳維英與老師府
陳悅記祖宅落成不久的1811年，陳遜言四子陳維英誕生。陳維英字實之，號迂谷。少年曾受業於其大哥、亦是同家族舉人陳維藻，為台南府學生員。1841年任教篆（教師）。1851年，陳維英被台灣道徐宗幹舉孝廉方正，1859年鄉試中恩科舉人，並被授內閣中書。
他日後任教於明志，仰山，學海等書院，因此被尊稱為「老師」。也因其故，陳悅記祖宅亦被稱為老師府。

### 舉人石旗竿
陳悅記祖宅所居陳氏家族，於台灣清治時期共出了三位舉人，除了上述陳維英與陳維藻之外，尚有陳肇興。根據大清律例，獲鄉試中舉的人，可獲得科舉獎賞，高達數人高的「石礎」及「木旗竿」一對，並可將插著木旗竿的石礎旗竿公開陳列於家宅前埕以彰顯功名。因此，陳悅記祖宅本有三對此舉人旗竿。不過因動亂整修等因素，迄今三對旗竿只留存石旗竿與其石礎一對，而該舉人石旗竿也是全台灣現存僅有的一對。

## 建築設計

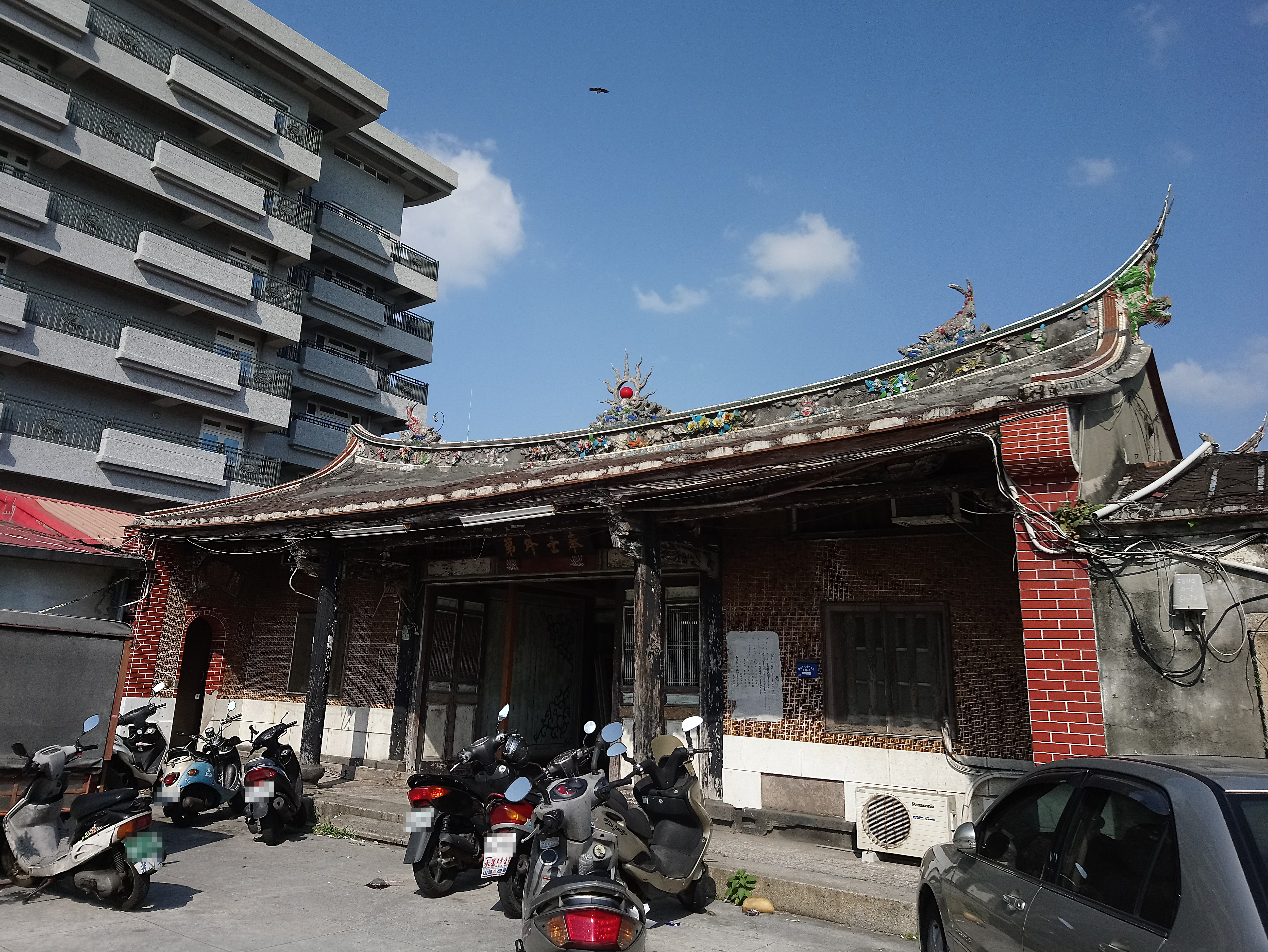
公館廳
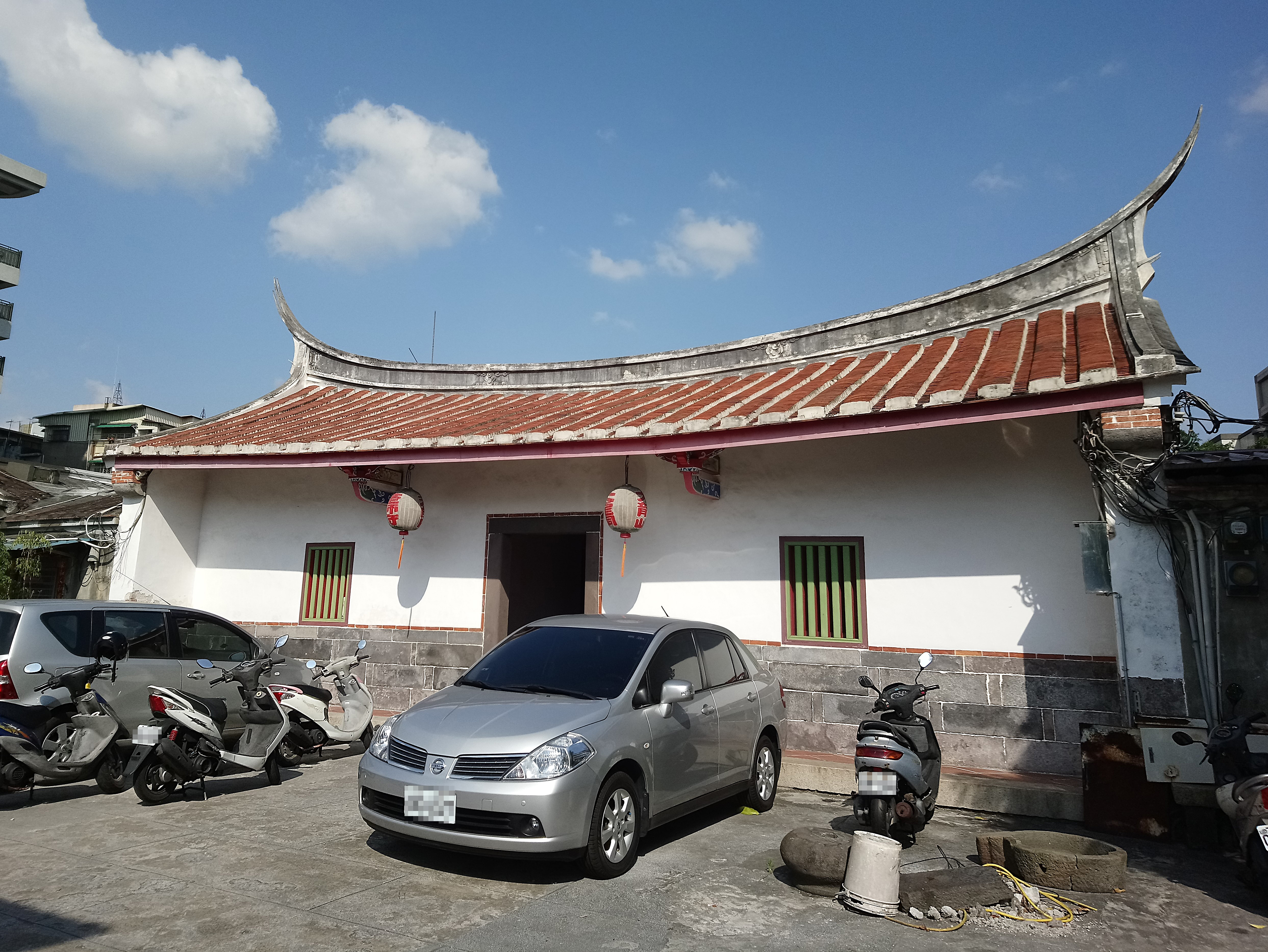
公媽廳
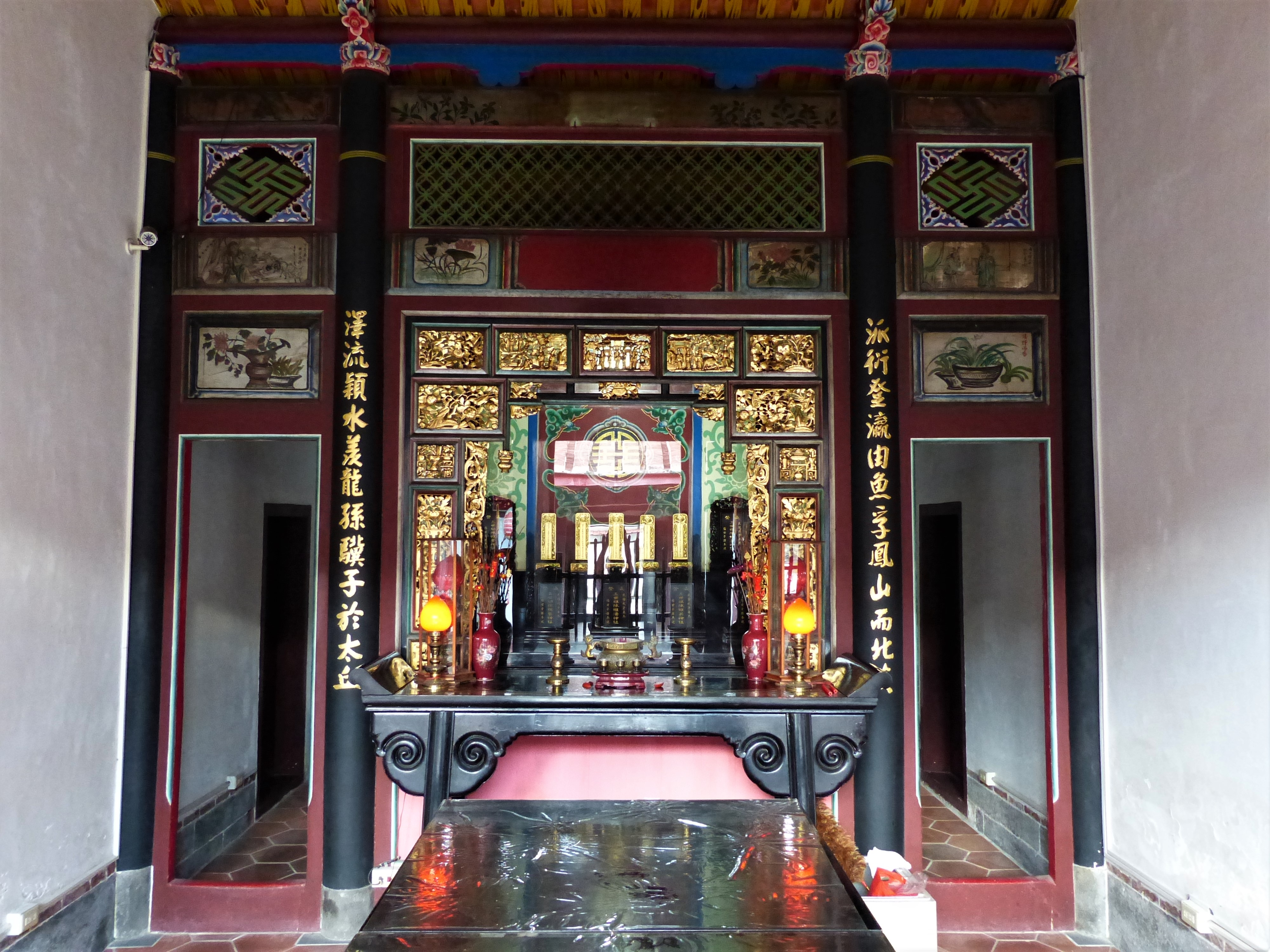
公媽廳內
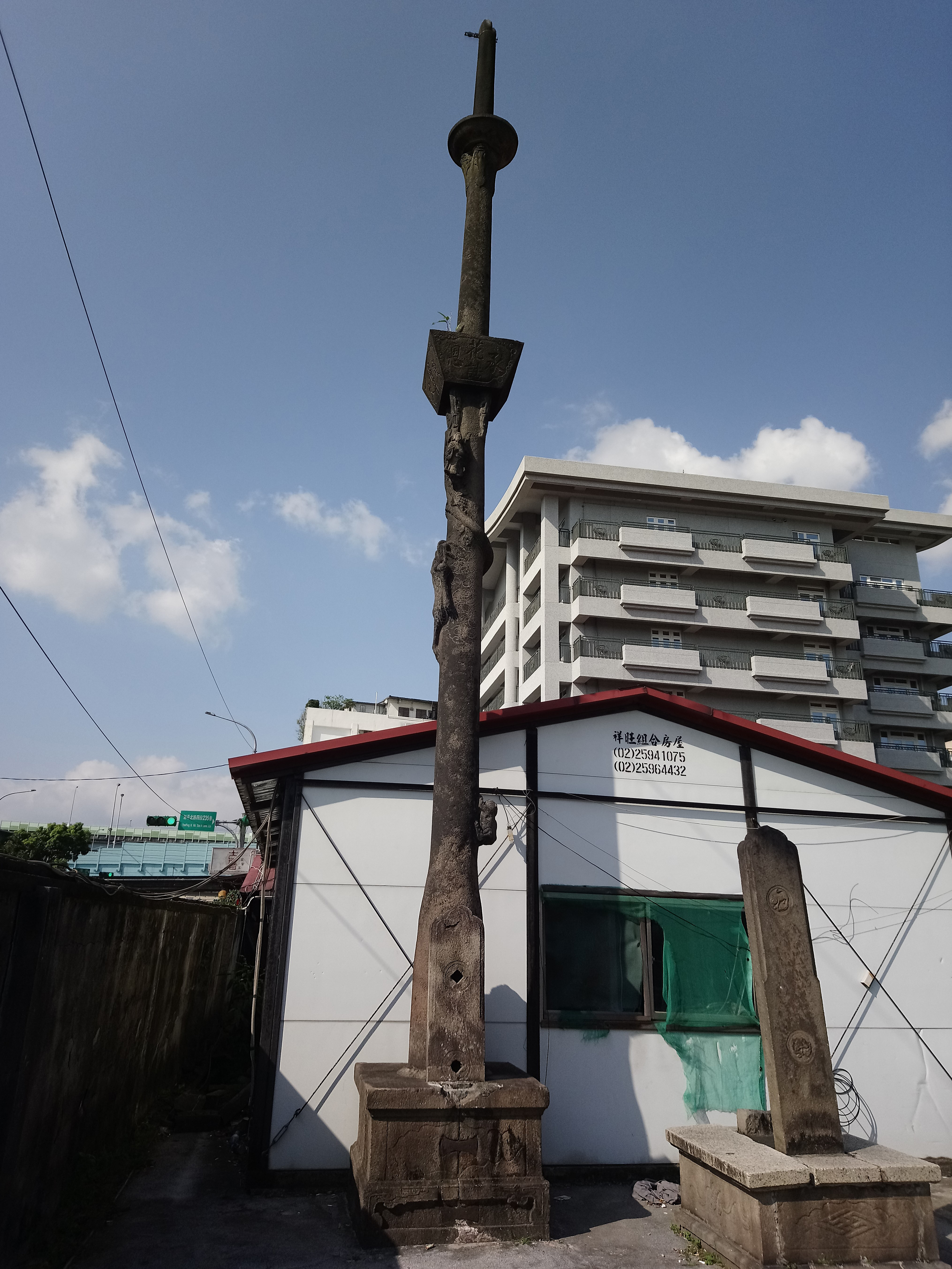
舉人竿

陳悅記祖宅計由公媽廳與公館廳兩四合院並排組成。採坐東朝西，兩廳皆面向淡水河。公媽廳為雙護龍（ㄩ字型）建築，門面連同側廂房達10m，三進連同後來增設的四進縱深為20m。公館廳為單護龍（Ｌ字型）建築，除了內部構造與廳數配置與公媽廳不同之外，其規模與面積都與公媽廳相似。
1853年，艋舺下郊的同安人與頂郊的三邑人，發生分類械鬥，史稱頂下郊拚。老師府亦被破壞。動亂平息後，陳氏家族依其原貌展開重建。之後，雖無大型增建整修，不過仍多增建多處廂房，其中一部份為與主建物結構不盡相同的非閩南式建築。1971年，該宅進行屋脊等建物外觀整修，加上前埕部分面積縮減，該次整建破壞原貌甚多。
因年代久遠與維護不力，迄今該略顯頹廢的祖宅於經過數次整修增建後，已喪失原有風貌。雖說如此，老師府於外觀仍顯現舊式閩式四合院曲尺狀的護龍之格局。加上祠廟前埕所豎立的舉人旗竿極具代表性，因此中華民國政府內政部於1985年指定該宅為三級古蹟。

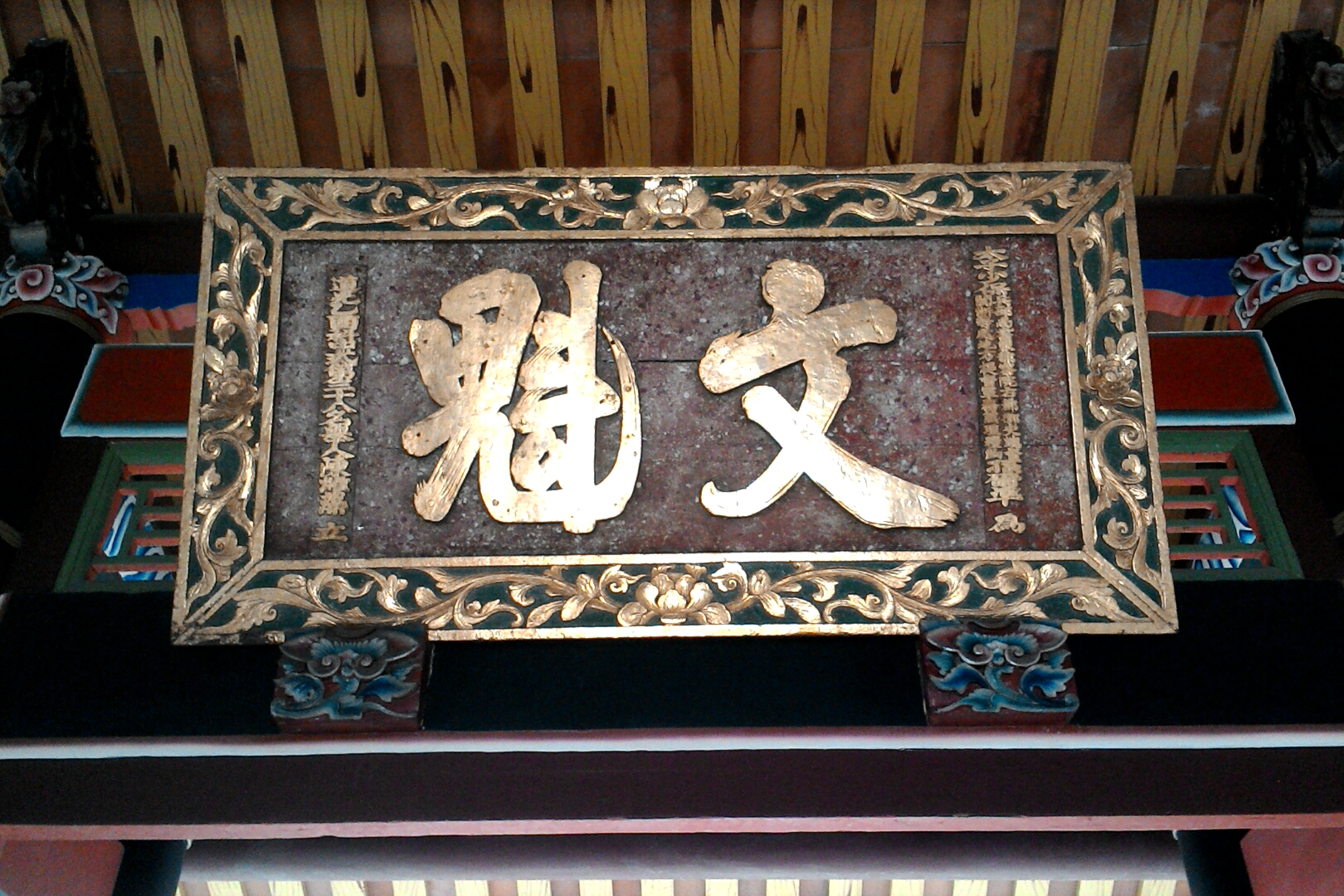
陳維藻「文魁」匾，閩浙總督孫爾準所贈，1825年。
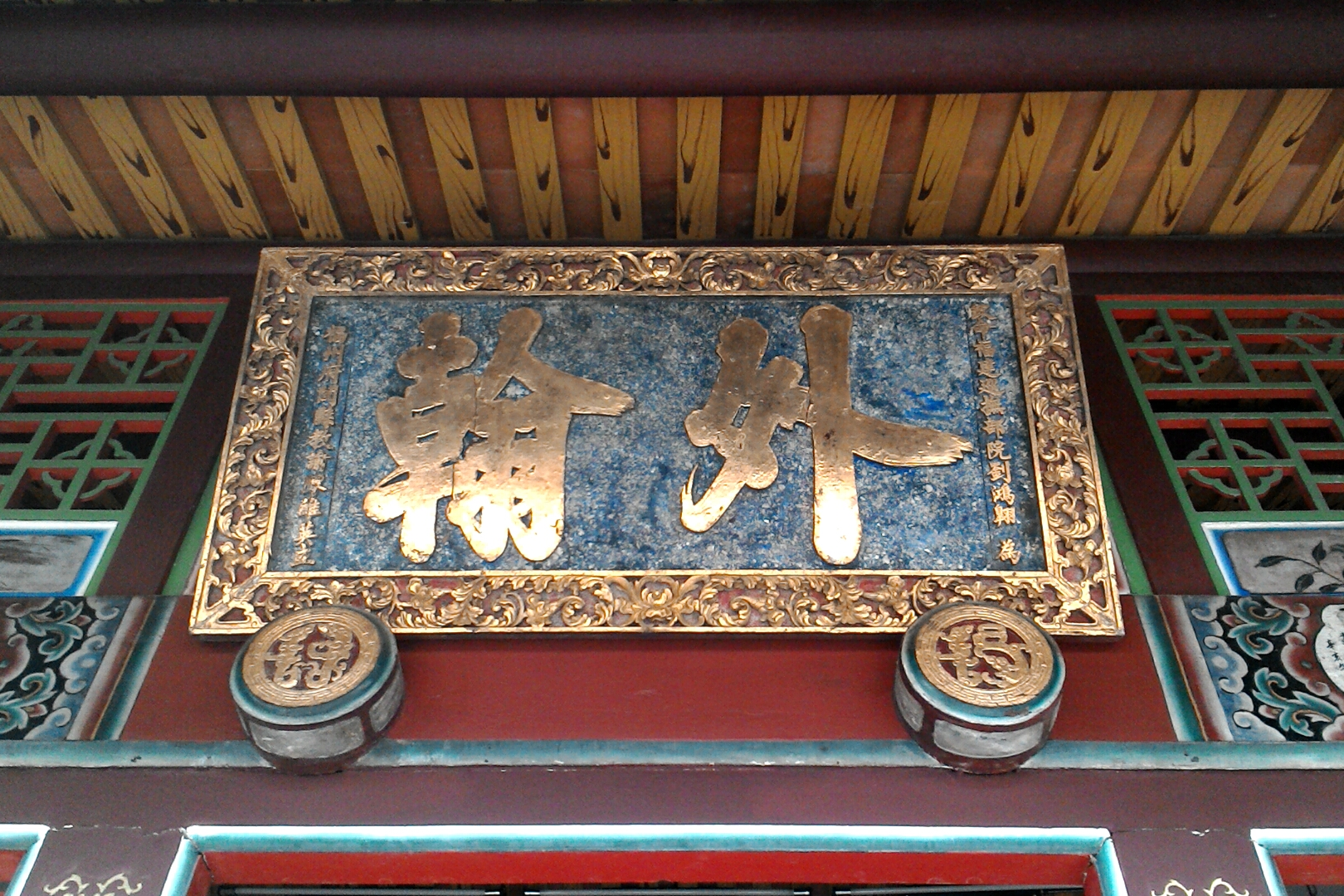
陳維英「外翰」匾，福建巡撫劉鴻翱所贈。
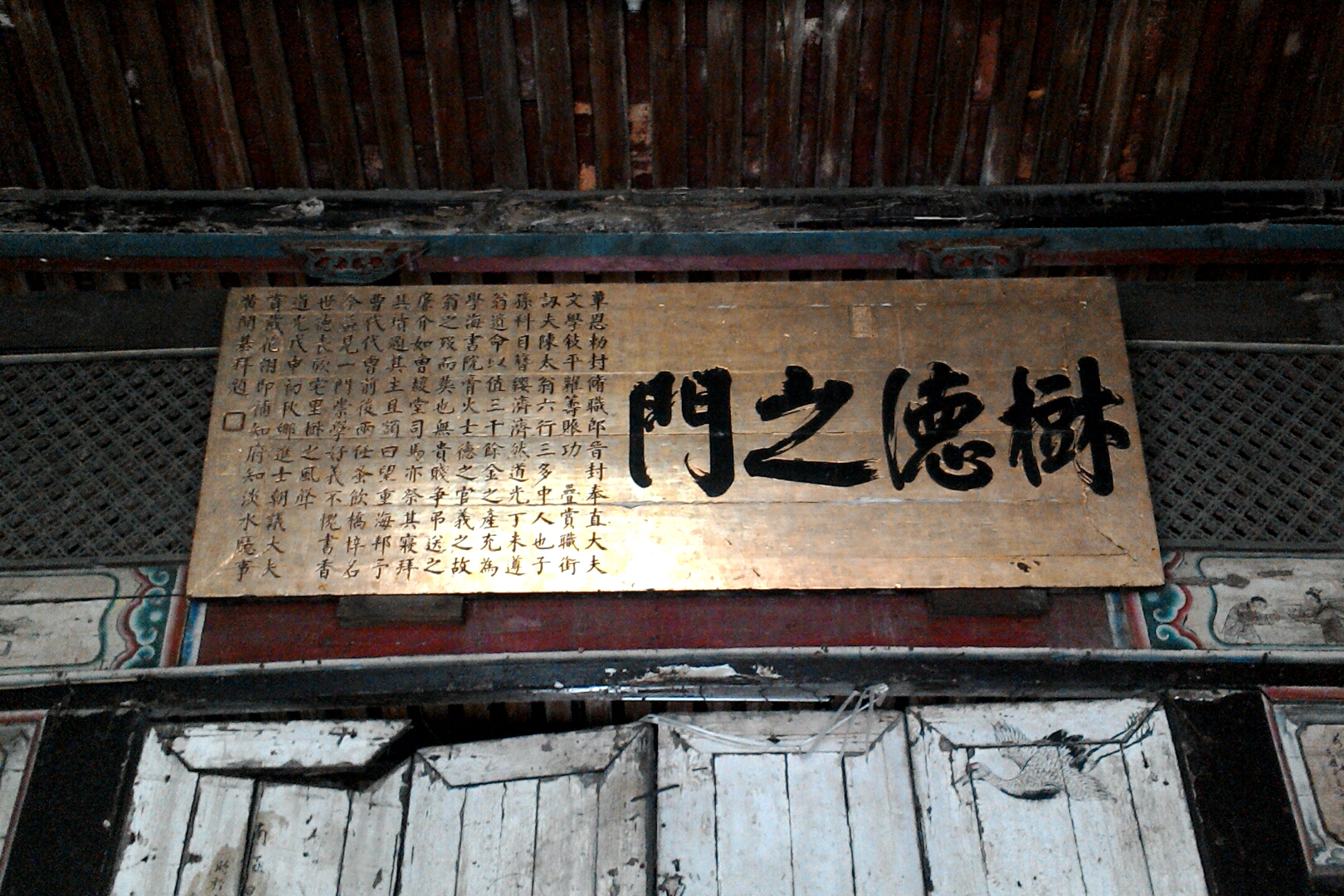
「樹德之門」匾，臺灣府淡水撫民同知黃開基所贈，1848年。

2005年，該古蹟並特地予以再度翻修，希能維持最佳狀態，以供留存。惟2007年，文資法未完善，此國定古蹟由陳家自行籌組經費後，由政府指定廠商修復，但過程未完整提供修繕計畫及設計圖即粗糙動工，導致屋頂毀損，並造成部份家族古物損壞、失竊，連同原古厝使用之上等肖楠木棟樑皆在修復過程中遭替換，陳家後代心痛不已，認為祭祀公業對於祖宅修繕草率不用心，只是以古厝容積率轉移炒房獲利，因而控告台北市政府核准轉移容積率不當，展開訴訟，該建築維修停頓至今，2017年法院宣判台北市政府敗訴，台北市政府須將容積率返還。
又市府敗訴後，需待市府返還容積率，陳家祭祀公業歸還原銷售之容積率所得，重新尋得容積率買主，修復之路還得等待北市府優先處理返還後方可執行
。